# Justine Kasavubu

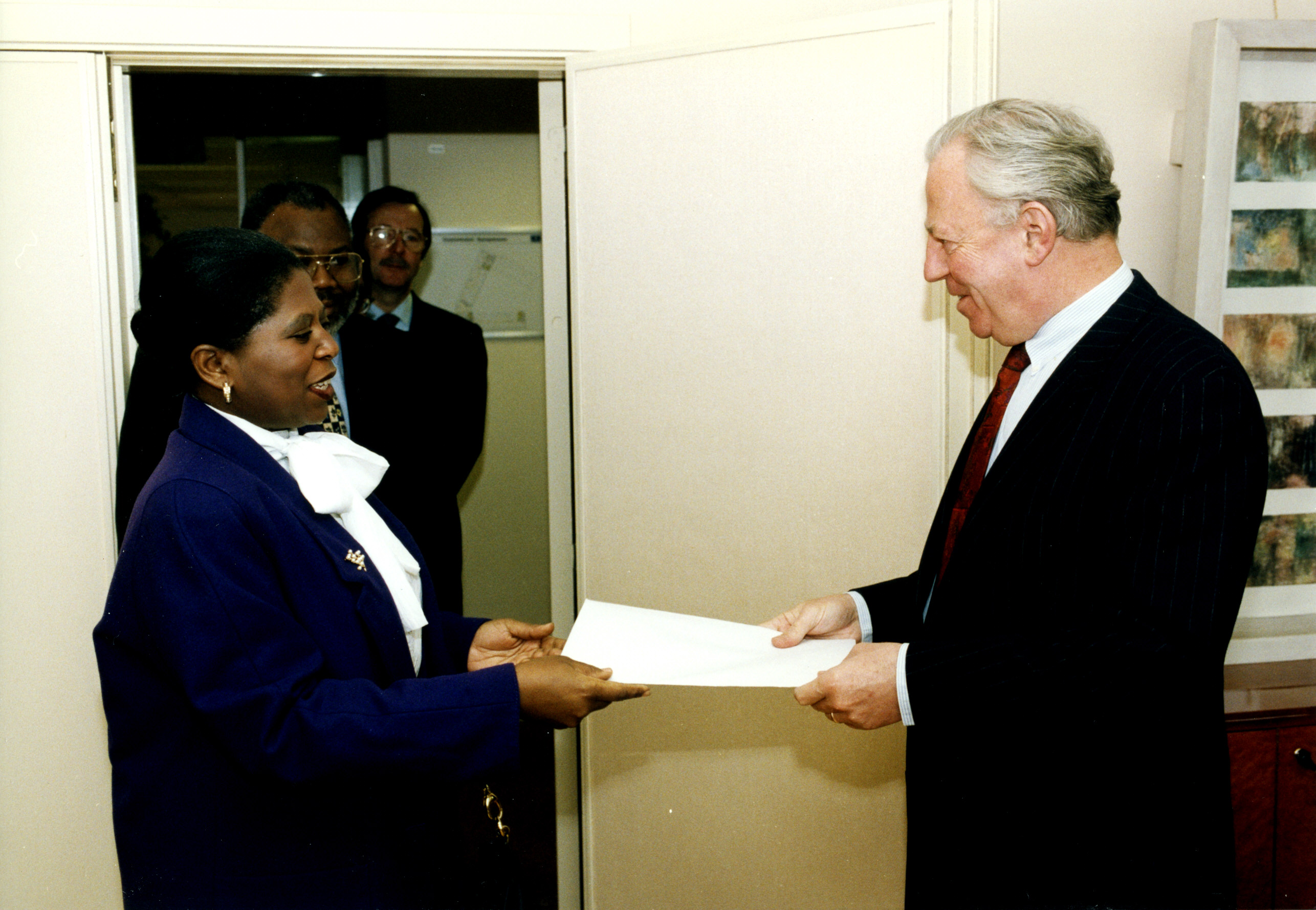
Justine Kasavubu met Jacques Santer

Justine M'Poyo Kasavubu (14 april 1951) is een Congolese politica. Ze is de dochter van Joseph Kasavubu, de eerste president van het onafhankelijke Congo. Ze kwam onder meer op voor het presidentschap in 2006, waar ze 75.065 stemmen haalde (0,44%) en dus niet verkozen werd.

## Jeugd
Justine was negen jaar toen haar vader de eerste president werd van Congo. Na de dood van haar vader in 1969 (Mobutu was toen reeds 4 jaar aan de macht) ging zij samen met haar familie in ballingschap in Algerije en later in Zwitserland. In België haalde ze haar diploma licentiaat in de sociale wetenschappen aan de UCL. 

## Professionele carrière
Hierna ging ze aan de slag bij het Hoog Commissariaat voor de Vluchtelingen van de Verenigde Naties in Genève. Hierna keerde ze terug naar België om te gaan werken aan de UCL en de ULB. Om terug op de Belgische arbeidsmarkt toegelaten te worden, werkte ze enkele maanden als administratief medewerker op het OCMW te Asse.

## Politieke carrière
In 1991 wordt ze lid van de UDPS van Étienne Tshisekedi, die sterk tegen Mobutu gekant was. Wanneer deze viel in 1997, niet door een democratisering van Congo maar een revolutie van  Kabila, wordt ze opgenomen in de regering van deze Laurent-Désiré Kabila zonder de goedkeuring van haar partij. Kabila probeert door de dochter van de eerste president aan te stellen enige legitimeit en continuïteit te verlenen. Deze positie behield ze niet lang en ze werd weggepromoveerd als ambassadeur van Congo in België. Ze nam ontslag uit al haar ambten na onenigheid met Kabila.